# Metal Queen
Albums de Lee Aaron
...1er album... Call of the Wild
(1985)
Metal Queen est le 1er album studio de Lee Aaron sorti en 1984.

## Liste des titres
| No  | Titre                     | Crédit(s)                                | Durée |
| --- | ------------------------- | ---------------------------------------- | ----- |
| 1.  | Metal Queen               | Lee Aaron, George Bernhardt              | 4:59  |
| 2.  | Lady of the Darkest Night | Lee Aaron, George Bernhardt, Jack Meli   | 4:52  |
| 3.  | Head Above Water          | Lee Aaron, John Albani                   | 3:42  |
| 4.  | Got To Be The One         | Lee Aaron, George Bernhardt, John Albani | 5:14  |
| 5.  | Shake It Up               | Lee Aaron, George Bernhardt              | 3:39  |
| 6.  | Deceiver                  | Lee Aaron, George Bernhardt              | 3:26  |
| 7.  | Steal Away Your Love      | Lee Aaron, George Bernhardt              | 4:21  |
| 8.  | Hold Out                  | Lee Aaron, George Bernhardt              | 3:40  |
| 9.  | Break Down                | Lee Aaron, George Bernhardt, John Albani | 3:38  |
| 10. | We Will Be Rockin'        | Lee Aaron, George Bernhardt, John Albani | 3:29  |

## Composition du groupe
- Lee Aaron - chants
- John Albani - guitare
- George Bernhardt - guitare
- Frank Russell - batterie
- Jack Meli - basse